# Bommiers
 Bommiers  es una población y comuna francesa, en la región de  Centro, departamento de Indre, en el distrito de Issoudun y cantón de Issoudun-Sud.

## Demografía
| 411 | 363 | 350 | 283 | 229 | 260 |
| Para los censos de 1962 a 1999 la población legal corresponde a la población sin duplicidades (Fuente: INSEE [Consultar]) |     |     |     |     |     |